# Ejnar Mikkelsen
Ejnar Mikkelsen (23. december 1880 i Vester Brønderslev – 1. maj 1971 i København) var dansk polarforsker, skibsfører, forfatter og inspektør på Østgrønland. Desuden planlagde og ledede han i 1924-25 Ittoqqortoormiit/Scoresbysunds kolonisering med indbyggere fra Ammassalik.

## Opvækst
Han blev født i Vester Brønderslev i Vendsyssel i 1880 som søn af Aksel Mikkelsen, der var smed og ejede et støberi og et maskinværksted, men var interesseret i pædagogik og indrettede en håndværkerskole ved virksomheden. I 1883 flyttede familien til Næstved på Sjælland, hvor faderen fik arbejde som sløjdlærer, og i 1885 videre til København. Ejnar havde det svært i skolen og blev som 13-årig taget ud, hvorefter han blev undervist privat. Han havde dog interesse for geografi. En færing, der var ansat hos faren, fortalte om livet til søs, og han blev sendt af sted med Georg Stage. Det kunne Mikkelsen lide, og han beskriver læringen: ”hvor der halvt i Leg blev indpodet Viden og Kunnen i dem, som havde en Splint af Havets Troldspejl i Øjet”.
Inden han stod til søs for alvor, advarede hans far ham udtrykkeligt om, hvor farligt livet var for en ung sømand. Faren tog ham med på restaurant på havnen, hvor damerne ofte satte sig på skødet af mændene. Bagefter tog de til hospitalet, hvor han fik lov til at se resultatet af kønssygdomme.

## Ægteskab
Ejnar Mikkelsen blev i 1913 gift med Naja Marie Heiberg Holm (1887-1918), som var datter af kaptajn og polarforsker Gustav Holm.
Efter hendes død giftede han sig igen i 1919 med Ella Holm-Jensen (1887-1979). Hun var mor til maleren Sven Havsteen-Mikkelsen, som Ejnar Mikkelsen adopterede.

## Rejser
Som helt ung styrmand deltog han i 1900 i Amdrup-ekspeditionen Carlsbergfondens ekspedition til Østgrønland. De følgende år deltog han i flere udenlandske ekspeditioner, bl.a. til havet nord for Alaska.
Han var leder af Alabama-ekspeditionen til Nordøstgrønland 1909-12, hvor man søgte efter de omkomne fra Danmark-ekspeditionen. Da skibet forliste, måtte Ejnar Mikkelsen sammen med en ledsager, Iver P. Iversen, vente på undsætning i to år.
Desuden planlagde og ledede han i 1924-25 Ittoqqortoormiit/Scoresbysunds kolonisering med indbyggere fra Ammassalik, det nuværende Tasiilaq.
Fra 1933 til 1950 var han inspektør for Østgrønland, en kort periode også kolonibestyrer i Ammassalik. Balsved Johnny E.: "Andet ny inspektionsfartøj fik som ventet også navn efter polarforsker" d. 14/9-08 Flådens Historie 
Ejnar Mikkelsen står for et omfattende forfatterskab, som væsentligst drejer sig om arktiske forhold.
Ved Langeliniekajen og Isbjørn med unger er der rejst en mindesten/buste for Ejnar Mikkelsen.

## Forfatterskab
- Med Grønland til Scoresbysund. Hjorts Forlags Efterfølger. København 1925
- Hvor Guldet gror. Liv og Virke i Argentina, Verdens Kornkammer. H. Hagerups Forlag. Kjøbenhavn 1927
- Fra Hundevagt til Hundeslæde. Ejnar Mikkelsen fortæller. Gyldendal 1953
- Ukendt Mand til ukendt Land. Gyldendal 1954
- Farlig Tomandsfærd. Gyldendal, 1955
- Fra Fribytter til Embedsmand. Gyldendal 1957
- Svundne tider i Østgrønland. Fra stenalder til atomalder. Gyldendal 1960
- Den uønskede by – Scoresbysunds kolonisering og fyrretyve år efter, særtryk, 1964.

## Ekstern henvisninger
- Ejnar Mikkelsen på gravsted.dk
- Daniel Bruun: "Peary Land landfast med Grønland" (Geografisk Tidsskrift, Bind 22 (1913)
- Ejnar Mikkelsens dagbøger 1901-45 online Arkiveret 3. februar 2011 hos  Wayback Machine